# Alan Jones
Alan Stanley Jones, MBE (* 2. November 1946 in Melbourne) ist ein ehemaliger australischer Automobilrennfahrer. Er startete zwischen 1975 und 1986 zu insgesamt 116 Grand-Prix-Rennen in der Formel 1 und gewann 1980 als zweiter Australier nach Jack Brabham die Weltmeisterschaft. Jones war überdies der erste F1-Pilot, der mit dem Williams-Team Weltmeister wurde.

## Karriere

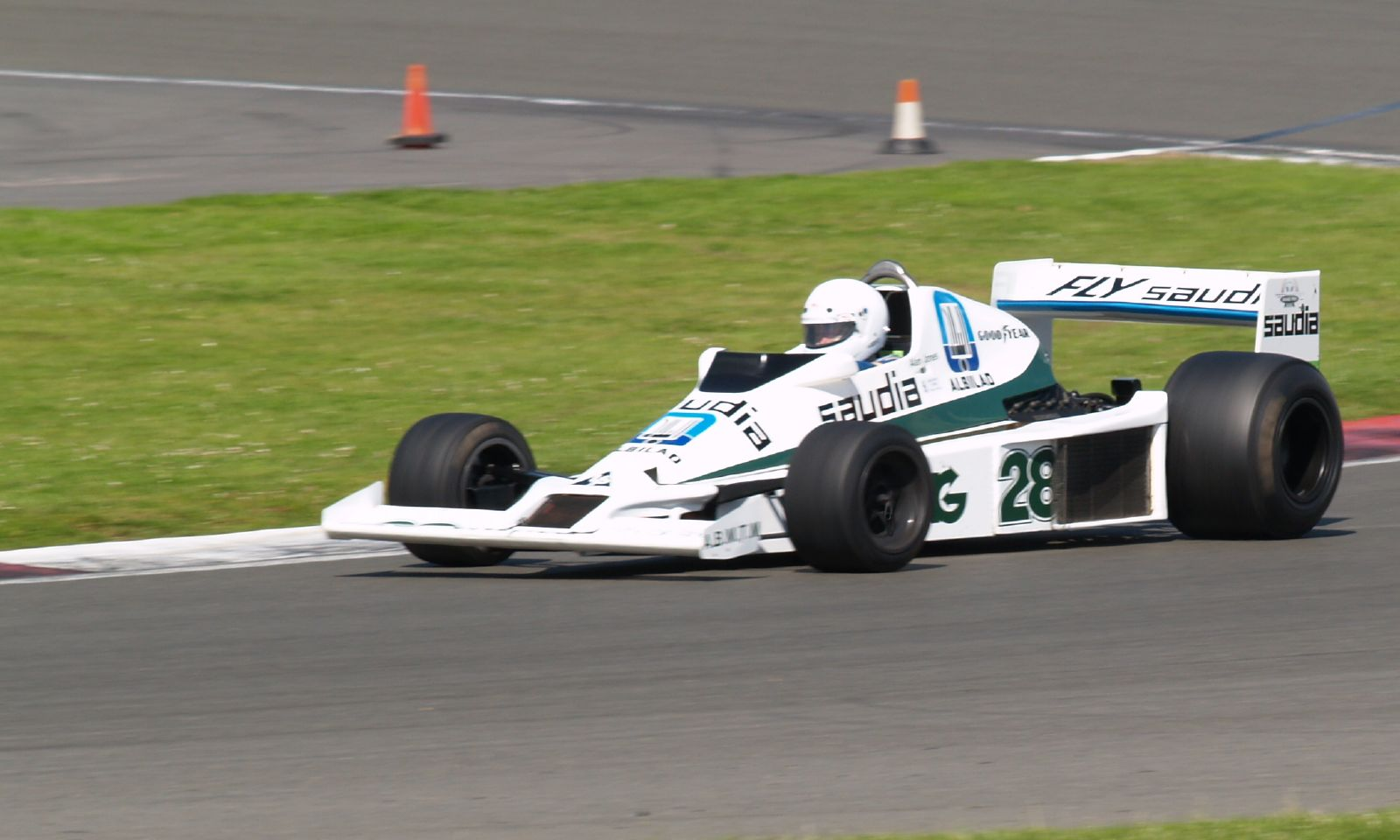
Jones’ Williams FW06 von 1978 beim Silverstone Classic Meeting

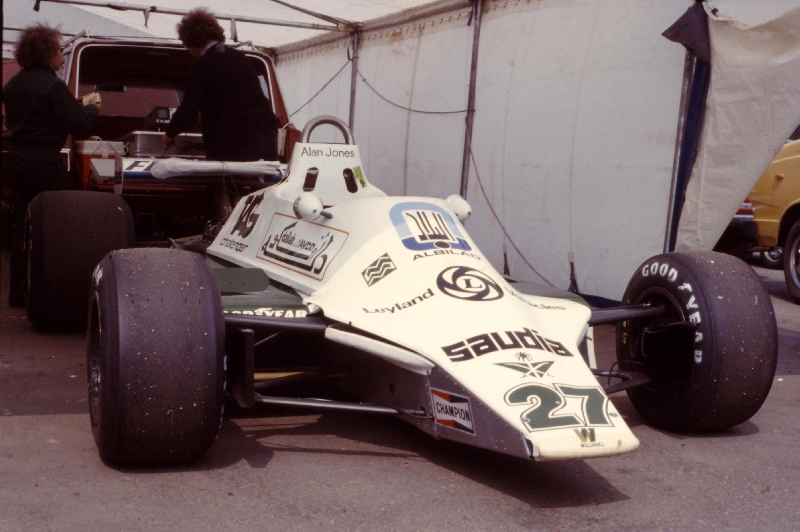
Williams FW07B, mit dem Jones 1980 die WM gewann

In den ersten Jahren seiner Formel-1-Karriere fuhr Jones für Teams aus der zweiten Reihe (Hesketh, Hill, Surtees, Shadow, Williams). Erste Aufmerksamkeit erreichte er, als er auf Shadow den Großen Preis von Österreich 1977 gewinnen konnte. Völlig überrascht, wusste vor Ort niemand die australische Nationalhymne zu spielen. Ein Trompeter stimmte daraufhin Happy Birthday an. Im Jahre 1978 wechselte er zu Williams. Als Frank Williams einen Sponsorvertrag mit saudi-arabischen Geldgebern abschloss, begann die fulminante Aufwärtsentwicklung von Williams. Schon 1979 dominierte Williams die zweite Saisonhälfte mit fünf Saisonsiegen, von denen Jones für vier verantwortlich zeichnete.
1980 wurde er Formel-1-Weltmeister und damit seit Jack Brabham (1966) der erste Australier, der diesen Titel errang. In die Formel-1-Saison 1981 ging das Williams-Team erneut als dominierende Kraft. Interne Querelen (Carlos Reutemann missachtete in Brasilien die Stallregie, die Jones siegen lassen sollte) sorgten für Probleme, so dass schließlich Nelson Piquet dem Williams-Duo den WM-Titel entriss. Jones trat am Ende der Saison zurück, versuchte aber einige Jahre später ein Comeback auf Lola und Arrows, das aber nur mäßig erfolgreich war.
Der Sohn aus wohlhabendem Elternhaus ist bis heute dem Automobilsport treu geblieben, unter anderem gründete er in seiner Heimat Australien ein Tourenwagen-Team.

## Kontroverse beim Großen Preis von Südafrika 1985
Beim Rennen in Südafrika 1985 fehlte Jones beim Rennen offiziell krankheitsbedingt, jedoch versprach Bernie Ecclestone höchstpersönlich Jones das Preisgeld des Gewinners, wenn er nicht zum Rennen antritt. Der Hintergrund war die politische Situation in Südafrika zu der Zeit und der Hauptsponsor Jones’, Beatrice.
Der amerikanische Menschenrechtsaktivist Jesse Jackson drohte bei einem Rennstart des Team Haas, dass er tausende afro-amerikanische Arbeiter vor dem Hauptgebäude des Sponsors zusammenzieht, um zu streiken. Beatrice hätte sich den Streik nicht erlauben können, doch Jones wollte fahren. Ecclestone versuchte am Freitag des Rennwochenendes zu vermitteln und bot Jones das Preisgeld des Gewinners, wenn er am Samstag (das letzte Formel-1-Rennen, das noch samstags stattfand) vor dem Rennen nach Australien zurück reist. Der Grund, warum er erst am Samstag heimfliegen sollte, lag darin, dass Ecclestone dem Aktivisten nicht den Triumph des Sieges über ein Unternehmen lassen, aber sogleich auch den drohenden Streik abwenden wollte.
Das Team selbst wurde nicht über die bestehende Abreise verständigt, sodass es das Auto für den Renntag fertigmachte. Am Samstag nach seiner Heimreise wurde verlautbart, dass Jones durch ein Virus nicht fähig sei, ein Rennen zu fahren. Da Jones der einzige Fahrer des Haas war, konnte das Team nicht starten.

## Erfolgsstatistik

### Grand-Prix-Siege
| - 1977: Österreich (Spielberg) - 1979: Deutschland (Hockenheim) - 1979: Österreich (Spielberg) - 1979: Niederlande (Zandvoort) - 1979: Kanada (Montréal) - 1980: Argentinien (Buenos Aires) | - 1980: Frankreich (Le Castellet) - 1980: Großbritannien (Brands Hatch) - 1980: Kanada (Montréal) - 1980: USA Ost (Watkins Glen) - 1981: USA West (Long Beach) - 1981: Las Vegas (Las Vegas) |

### Le-Mans-Ergebnisse
| Jahr | Team                  | Fahrzeug     | Teamkollege   | Teamkollege        | Platzierung | Ausfallgrund |
| ---- | --------------------- | ------------ | ------------- | ------------------ | ----------- | ------------ |
| 1984 | Porsche Kremer Racing | Porsche 956B | Vern Schuppan | Jean-Pierre Jarier | Rang 6      |              |
| 1987 | Toyota Team Tom’s     | Toyota 87C-L | Eje Elgh      | Geoff Lees         | Ausfall     | kein Benzin  |